# HIT Entertainment
HIT Entertainment Limited (comumente escrito como HIT ou HiT) foi uma empresa de entretenimento infantil britânico-americana fundada em 1982 como Henson International Television, o braço de distribuição internacional da The Jim Henson Company, por Jim Henson, Peter Orton e Sophie Turner Laing. Peter Orton sozinho assumiu a empresa em 1989 ao saber da intenção de Henson de vender a empresa para a The Walt Disney Company. A HIT possuía e distribuía séries de televisão infantis como Thomas & Friends, Fireman Sam, Bob the Builder, Pingu, Barney & Friends e Angelina Ballerina.
A HIT Entertainment foi uma das várias empresas parceiras, ao lado da NBCUniversal, PBS e Sesame Workshop, que fundou o canal de TV PBS Kids Sprout (agora Universal Kids), com muitos dos programas da HIT sendo exibidos no canal na época.
Em 1 de fevereiro de 2012, a HIT Entertainment foi adquirida pela Mattel, pois a Mattel estava inicialmente interessada apenas na marca Thomas & Friends em sua aquisição, de acordo com o Deadline Hollywood. A Mattel absorveu a empresa em 31 de março de 2016 em sua então recém-criada divisão, Mattel Creations (agora Mattel Television).

## História
A HiT Entertainment foi fundada em 1980 por Peter Curtis como uma empresa de distribuição de televisão infantil, adolescente e familiar. Orton conheceu Henson quando ele estava no Children's Television Workshop (agora Sesame Workshop), gerenciando a distribuição de  Sesame Street . Curtis contratou a Fawkes em 1980 para estabelecer a empresa.